# Lista de vice-presidentes do Paraguai
O vice-presidente do Paraguai é a segunda posição política mais importante no país. De acordo com a atual Constituição, o vice-presidente é eleito juntamente com o Presidente.
O cargo foi criado pela Constituição de 1844; antes da entrada em vigor dessa Constituição, o vice-presidente era nomeado livremente pelo Presidente.
| Nome                      | Começo do mandato | Final do mandato | Notas |
| ------------------------- | ----------------- | ---------------- | ----- |
| Mariano González          | 1844              | 1854             |       |
| Francisco Solano López    | 1854              | 1862             |       |
| Domingo Francisco Sánchez | 1862              | 1870             |       |
| Cayo Miltos               | 1870              | 1871             |       |
| Salvador Jovellanos       | 1871              | 1874             |       |
| Higinio Uriarte           | 1874              | 1877             |       |
| Adolfo Saguier            | 1878              | 1880             |       |
| Juan Antonio Jara         | 1882              | 1886             |       |
| José del Rosario Miranda  | 1886              | 1890             |       |
| Marcos Antonio Morínigo   | 1890              | 1894             |       |
| Facundo Ynsfrán Caballero | 1894              | 1898             |       |
| Andrés Héctor Carvallo    | 1898              | 1902             |       |
| Manuel Domínguez          | 1902              | 1904             |       |
| Emiliano González Navero  | 1906              | 1908             |       |
| Juan Bautista Gaona       | 1910              | 1911             |       |
| Pedro Bobadilla           | 1912              | 1916             |       |
| José Pedro Montero        | 1916              | 1919             |       |
| Félix Paiva               | 1920              | 1921             |       |
| Manuel Burgos             | 1924              | 1928             |       |
| Emiliano González Navero  | 1928              | 1932             |       |
| Raúl Casal Ribeiro        | 1932              | 1936             |       |
| Luis Alberto Riart        | 1939              | 1940             |       |
| Não houve                 | 1940              | 1993             |       |
| Ángel Seifart             | 1993              | 1998             |       |
| Luis María Argaña         | 1998              | 1999             |       |
| Julio César Franco        | 2000              | 2002             |       |
| Luis Alberto Castiglioni  | 2003              | 2007             |       |
| Francisco Oviedo          | 2007              | 2008             |       |
| Federico Franco           | 2008              | 2012             |       |
| Óscar Denis               | 2012              | 2013             |       |
| Juan Afara                | 2013              | 2018             |       |
| Hugo Velázquez            | 2018              | 2023             |       |
| Pedro Alliana             | 2023              | presente         |       |